# Rübler

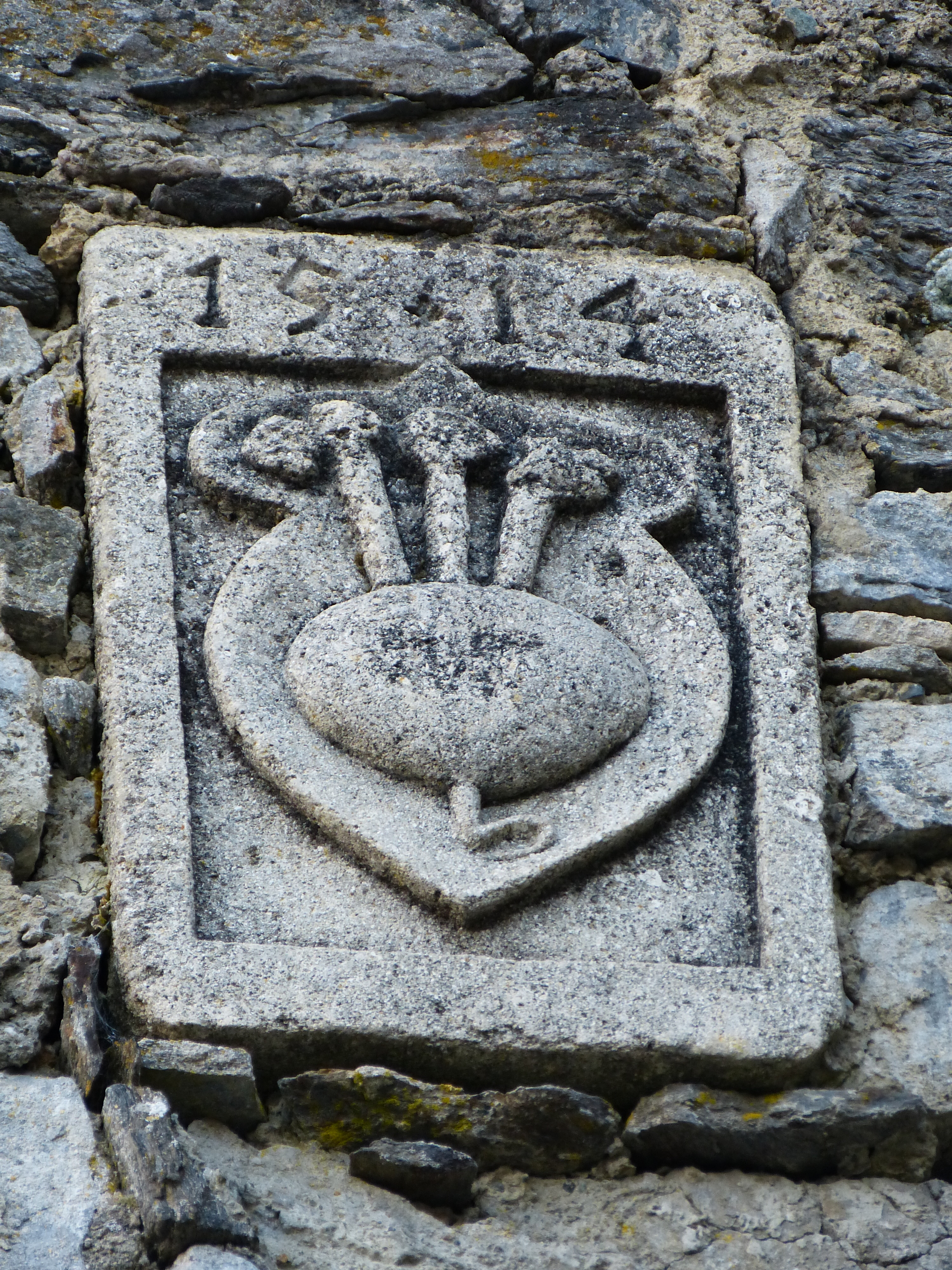
Rübe im Keutschacher Wappen (Friesach, 1514)

Mit Rübler, auch Keutschachtaler oder Salzburger Rübenthaler, wurde der ehemalige Salzburger Batzen bezeichnet. 
Diese Münze hatte den Namen auf Grund einer Rübendarstellung auf einer Münzseite in einem Wappenaufriss. Die Prägung und Ausgabe im Jahr 1495 wurde durch den Salzburger Erzbischof Leonhard von Keutschach (1442–1519) veranlasst. Das Wappen der Familie Keutschach hatte die weiße Rübe im schwarzen Feld.
Die Kennzeichen der Münze: 24 Millimeter Durchmesser, Silber und 3,02 Gramm schwer.